# Chip Away the Stone
Singles de Aerosmith
Come Together
(1978) Remember (Walking in the Sand) 
(1979)
Chip Away the Stone est une chanson du groupe de hard rock américain Aerosmith, écrite par le compositeur et ami du groupe Richie Supa. Elle fut publiée en tant qu'unique single de l'album Live Bootleg. La version live fut enregistrée au festival Cal Jam 2 qui se tenait à Ontario en Californie durant le mois de mars 1978.
La chanson apparaît sur l'album Gems en 1988 en version studio, sur la compilation Pandora's Box en 1991 en version studio inédite. La vidéo live se trouve sur Video Scrapbook.
Humble Pie a enregistré une reprise de la chanson sur leur album Go for the Throat de 1981.
La chanson fut classée 77e au Billboard Hot 100.